# Xerolekia
Xerolekia là một chi thực vật có hoa trong họ Cúc (Asteraceae).

## Loài
Chi Xerolekia gồm các loài: